# Hazmburk

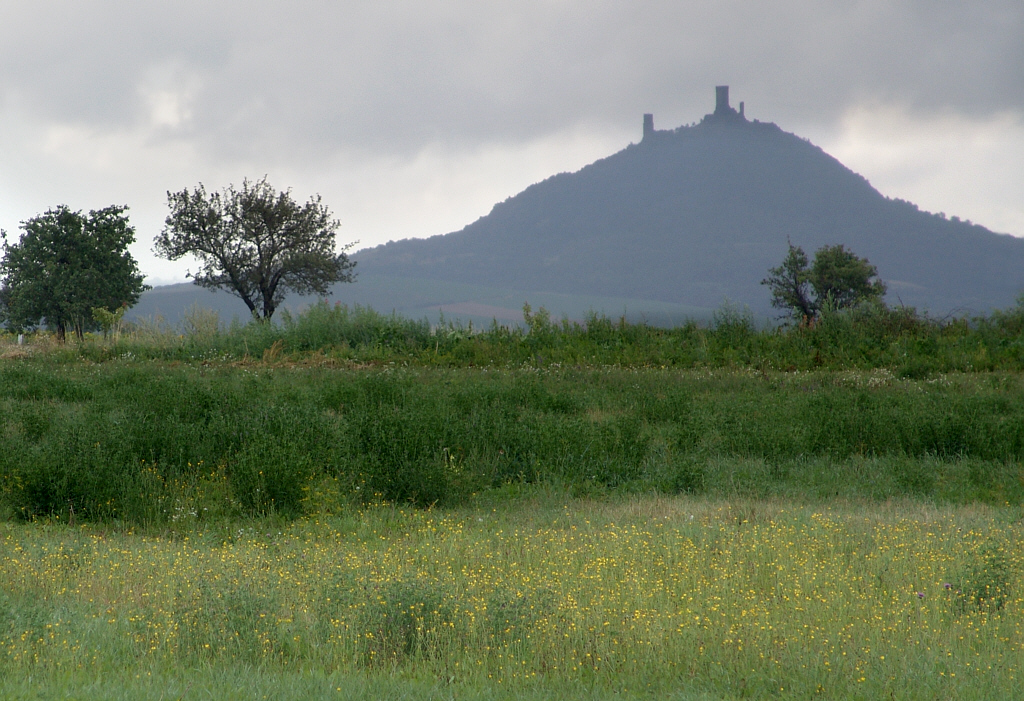
Núi Hazmburk, tòa tháp đôi của lâu đài trên đỉnh núi

Núi Hazmburk (tiếng Đức: Hasenburg, có nghĩa là "Lâu đài Hare") là một đỉnh núi nổi tiếng thuộc dãy núi České Středohoří ở gần thị trấn Libochovice, Cộng hòa Séc. Trên đỉnh núi có tàn tích của một tòa lâu đài thời trung cổ, nổi bật với hai ngọn tháp to lớn vẫn giữ nguyên hình dáng ban đầu. Vào cuối thế kỷ 13, gia đình quý tộc Lichtenburg xây dựng một lâu đài nhỏ ở vị trí này. Sau đó, lâu đài trở thành nơi sinh sống của gia đình Zajíc, đến năm 1335, Zbyněk Zajíc (là một quý tộc quyền lực dưới thời Vua Charles IV), mua lại tòa lâu đài và biến nơi đây thành trung tâm mua bán của các điền trang. Trong tiếng Séc, từ zajíc có nghĩa là thỏ rừng, vì vậy tên của lâu đài và ngọn đồi là một cách chơi chữ thời trung cổ để đặt tên cho những chủ nhân quyền lực nhất. Zbyněk Zajíc mở rộng tòa lâu đài về 2 phía và xây dựng thêm hai ngọn tháp to lớn tồn tại cho đến ngày nay.
Từ năm 1419 đến năm 1934, bất chấp sự khốc liệt của chiến tranh Hussite nhưng lâu đài vẫn không bị chiếm đoạt. Tuy nhiên, sau chiến tranh này, lâu đài bị bỏ hoang và dần dần biến thành một đống đổ nát (theo các ghi chép từ năm 1586). Trong thời kỳ chủ nghĩa lãng mạn, tàn tích của tòa lâu đài trở thành nguồn cảm hứng cho các nhà văn nổi tiếng, tiêu biểu nhất là Karel Hynek Mácha.

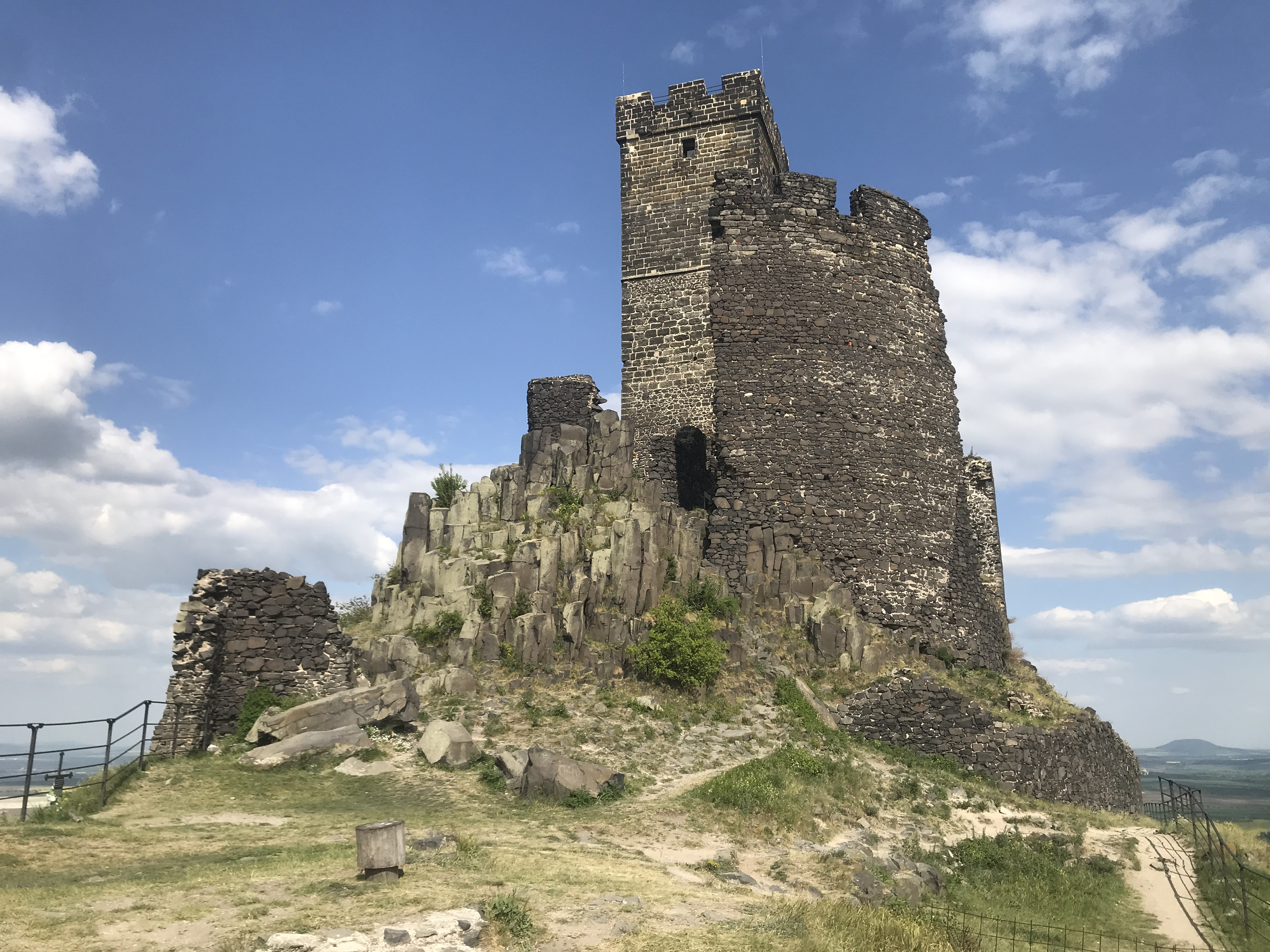
Cận cảnh tòa tháp cao hơn có đài quan sát trên đỉnh núi Hazmburk. Có thể thấy rõ cấu trúc của lớp đá bazan bên dưới.

Lâu đài chỉ mở cửa cho khách tham quan vào mùa hè. Có hai cách di chuyển: du khách có thể đến từ ngôi làng Klapý ở gần đó hoặc từ trạm dừng xe lửa Slatina pod Hazmburkem. Đặc biệt ngọn tháp cao hơn có đài quan sát với tầm nhìn rộng lớn ra các khu vực nông thôn ở xung quanh. Ngọn tháp còn lại không mở cửa cho du khách.